# 15421 Адаммалін
15421 Адаммалін (1998 HM81, 1996 BL13, 1999 NX37, 1999 PO8, 15421 Adammalin) — астероїд головного поясу, відкритий 21 квітня 1998 року.
Тіссеранів параметр щодо Юпітера — 3,286.